# Akvavit

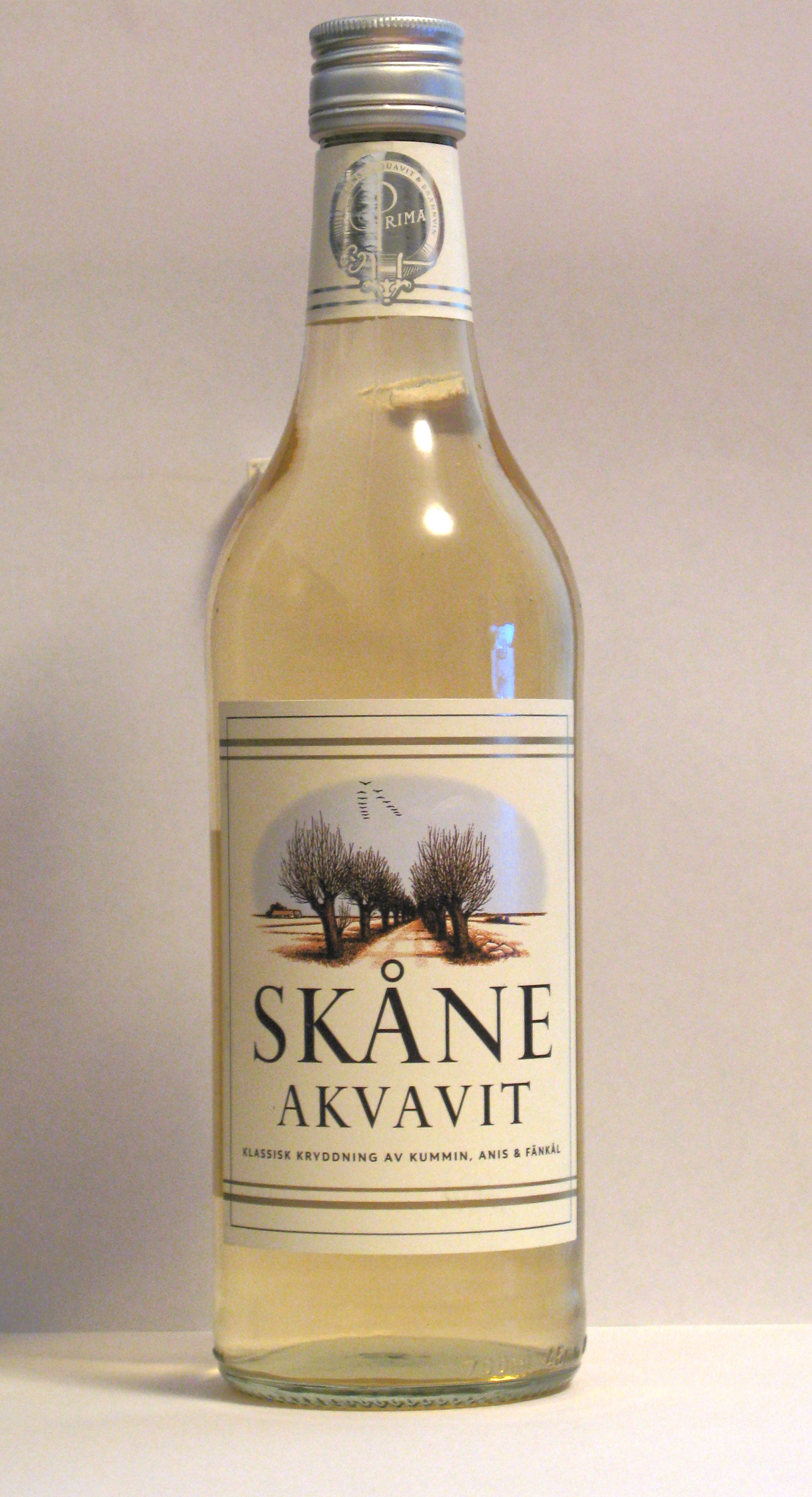
Butelka szwedzkiej akvavity

Akvavit, także aquavit (łac. aqua vitae – pol. woda życia) – wódka gatunkowa produkowana ze spirytusu rektyfikowanego pochodzącego ze zboża albo ziemniaków oraz destylatów z nalewu na kminku zwyczajnym lub kminie rzymskim. Napój alkoholowy o mocy od 40 do 45% popularny w Skandynawii, szczególnie w okresie Bożego Narodzenia.
Pierwsze wzmianki o akvavicie pochodzą z 1528. Napój został wymieniony w najstarszej duńskiej książce kucharskiej pochodzącej z 1616. Alkohol jest bezbarwny lub posiada barwę słomkową. Nazwa akvavit używana jest w Szwecji oraz Danii (gdzie jest synonimem wyrazu snaps), w Norwegii zaś napój ten nazywany jest akevitt. Podaje się go w małych kieliszkach, schłodzony i bez dodatków.
Zgodnie z prawem Unii Europejskiej akvavitą można nazywać jedynie produkt o minimalnej zawartości alkoholu wynoszącej 37,5%, który nie zawiera olejków eterycznych, a zawartość suchego ekstraktu nie przekracza 1,5 grama na 100 mililitrów

## Wybrane marki
Opracowano na podstawie materiału źródłowego:
- Aalborg Akvavit
- Aalborg Jubilaeums Akvavit
- Linie Aquavit
- Taffel Akvavit